# Željko Čajkovski
Željko Čajkovski (Zagreb, 5. svibnja 1925. – München, 11. studenoga 2016.), bio je hrvatski nogometaš i nogometni trener, osvajač srebrne medalje na Olimpijskim igrama u Londonu 1948. godine. Mlađi je brat hrvatskoga nogometaša Zlatka Čajkovskoga. Diplomirani ekonomist.

## Igračka karijera

### Klupska karijera
Igrao je za hrvatske klubove HAŠK (1942. – 1945.) i Dinamo Zagreb (1945. – 1956.) te za njemačke Werder Bremen (1956. – 1958.) i 1. FC Lichtenfels. Sa zagrebačkim Dinamom osvojio je 2 prvenstva Jugoslavije (1947./48. i 1953./54.) i jedan kup (1951.).

### Reprezentativna karijera
Za nogometnu reprezentaciju Jugoslavije odigrao je 19 utakmica i postigao 12 pogodaka. Prvi put za Jugoslaviju nastupio je 1947. godine protiv Čehoslovačke (1:3) u Pragu, a posljednji put 1951. godine protiv Švicarske (7:3) u Beogradu. Na Olimpijskim igrama 1948. godine u Londonu odigrao je četiri utakmice za olimpijsku reprezentaciju Jugoslavije i postigao tri pogotka.
Javnost ga pamti kao strijelca jednog od najznačajnijih pogodaka u povijesti jugoslavenskoga nogometa. U kvalifikacijama za nastup na Svjetskom nogometnom prvenstvu 1950. godine u Brazilu, tadašnja Jugoslavija odigrala je dvije kvalifikacijske utakmice s Francuskom. Obje su završile rezultatom od 1:1. Zbog toga je odigrana majstorica na neutralnom terenu, u Firenci, 11. prosinca 1949. godine. Nakon regularnog tijeka utakmice rezultat je bio 2:2. Potom u produžetku, u 114. minuti, Željko Čajkovski postigao je pogodak kojim je Jugoslaviji omogućio odlazak na Svjetsko prvenstvo u Brazil. Na tome Svjetskome prvenstvu 1950. godine u Brazilu igrao je u tri utakmice te protiv Meksika u skupini postigao dva pogotka u pobjedi od 4:1.

## Trenerska karijera
Počeo je kao igrač/trener u 1. FC Lichtenfelsu. Poslije je od 1964. do 1966. godine trenirao Spvgg Fürth te Borussiju Neunkirchen, od 1967. do 1969. godine, u drugom njemačkom razredu te jednu sezonu Borussiju Neunkirchen u Bundesligi a koju je sezonu prije toga i uveo u najviši razred njemačkoga nogometa. Od 1971. do 1974. godine trenirao je SSV Ulm 1846 u trećem razredu osvojivši prvenstvo dva puta, no nije postigao promociju s tim klubom. U prvome dijelu sezone 1974./75. trenirao je VFR Heilbronn, a u drugome dijelu, Wacker 04 Berlin oba dva u drugom njemačkom razredu. U Njemačkoj je završio Visoku trenersku školu u Kölnu.

## Priznanja

### Igračka

#### Individualna
- Dobitnik je Srebrene plakete NSJ.[1]

#### Klupska
Dinamo Zagreb
- Prvenstvo Jugoslavije u nogometu (2): 1947./48., 1953./54.
- Kup maršala Tita (1): 1951.

#### Reprezentativna
- Olimpijske igre u Londonu 1948., srebro